# Vlag van Brongerga

Vlag van Brongerga

De vlag van Brongerga is de vlag van de Nederlandse buurtschap Brongerga, in de Friese gemeente Heerenveen. De vlag werd in 2018 geregistreerd.

## Beschrijving
De beschrijving van de vlag is als volgt:
Een blauwe broeking van 1/3 vlaglengte, met in de broektop een antieke witte hoofdletter B; een vlucht in zeven banen rood en geel.
De kleuren zijn afkomstig van het dorpswapen.

## Symboliek

De broeking: ontleend aan het vrijkwartier van het wapen van Brongera.
- De vier rode banen: staan voor de vier buurten van Brongera: de Marijke Muoiwei, de Bieruma Oostingweg, de Van Limburg Stirumweg en de Domineesingel.
- Gele banen: symboliseren de zandgrond rond het dorp.[1]